# Чемпионат Новой Зеландии по кёрлингу среди женщин 2020
Чемпионат Новой Зеландии по кёрлингу среди женщин 2020 проводился с 30 июля по 2 августа 2020 года в городе Несби на арене «Maniototo Curling International» (MCI).
В чемпионате принимало участие 4 команды.
Победителями чемпионата стала команда скипа Бриджет Бекер (Бриджет Бекер стала чемпионом среди женщин в 11-й раз и как скип, и как игрок), победившая в финале команду скипа Джессика Смит; бронзовые медали завоевала команда скипа Кортни Смит.
Одновременно и там же проходил Чемпионат Новой Зеландии по кёрлингу среди мужчин 2020.

## Формат соревнований
На первом, групповом этапе команды играют между собой по круговой системе в два круга (возможны ничьи). При равенстве количества побед у двух команд они ранжируются между собой по результату личной встречи.
Затем проводится второй этап, плей-офф, где участвуют следующие команды:
1. если у занявшей на групповом этапе 1-е место команды разница в количестве побед со 2-й командой больше, чем 1 (2 и больше), то 1-я команда становится чемпионом, а 2-я и 3-я команды играют матч за серебряные медали; если разница количества побед у 1-й и 2-й команд только 1, то они играют в матче за золотые медали;
2. если у трёх первых команд разница в количестве побед не больше 1, то все 4 команды играют по олимпийской системе: полуфиналы (1-я команда с 4-й, 2-я с 3-й), матч за 3-е место и финал.

## Составы команд
| Четвёртый           | Третий               | Второй            | Первый         | Запасной       |
| ------------------- | -------------------- | ----------------- | -------------- | -------------- |
| Grace Apuwai-Bishop | Temika Apuwai-Bishop | Lucy Neilson      | Olivia Hall    |                |
| Бриджет Бекер       | Натали Терлоу        | Тивия Джеяранджан | Eloise Pointon | Olivia Russell |
| Джессика Смит       | Холли Томпсон        | Jennifer Stewart  | Руби Кинни     |                |
| Кортни Смит         | Мэйри-Бронте Данкан  | Zoe Harman        | Rachael Pitts  |                |

(скипы выделены полужирным шрифтом)

## Групповой этап
|    | Команда             | A1        | A2        | A3       | A4       | В | П | DSC, см | Место |
| -- | ------------------- | --------- | --------- | -------- | -------- | - | - | ------- | ----- |
| A1 | Grace Apuwai-Bishop | *         | 2:10 4:10 | 0:13 5:9 | 4:7 2:10 | 0 | 6 |         | 4     |
| A2 | Бриджет Бекер       | 10:2 10:4 | *         | 11:6 7:6 | 10:5 9:2 | 6 | 0 |         | 1     |
| A3 | Джессика Смит       | 13:0 9:5  | 6:11 6:7  | *        | 6:8 6:3  | 3 | 3 | 44,0    | 2     |
| A4 | Кортни Смит         | 7:4 10:2  | 5:10 2:9  | 8:6 3:6  | *        | 3 | 3 | 95,8    | 3     |

     команды, выходящие в матч за 2-е место в плей-офф

## Плей-офф
Матч за 2-е место. 2 августа, 12:30
| Площадка A    | 1 | 2 | 3 | 4 | 5 | 6 | 7 | 8 | Всего |
| Джессика Смит | 2 | 0 | 3 | 3 | 2 | 3 | X | X | 13    |
| Кортни Смит   | 0 | 1 | 0 | 0 | 0 | 0 | X | X | 1     |

## Итоговая классификация
| Место | Команда             | И | В | П |
| ----- | ------------------- | - | - | - |
| 1     | Бриджет Бекер       | 6 | 6 | 0 |
| 2     | Джессика Смит       | 7 | 4 | 3 |
| 3     | Кортни Смит         | 7 | 3 | 4 |
| 4     | Grace Apuwai-Bishop | 6 | 0 | 6 |